# Dar El Beïda
Ne doit pas être confondu avec Dar al Beida.
 (octobre 2010).
Si vous disposez d'ouvrages ou d'articles de référence ou si vous connaissez des sites web de qualité traitant du thème abordé ici, merci de compléter l'article en donnant les références utiles à sa vérifiabilité et en les liant à la section « Notes et références ».
Pour les articles homonymes, voir Maison Blanche (homonymie) et Casablanca.
Dar El Beïda (anciennement Maison-Blanche lors de la colonisation) est une commune de la wilaya d'Alger en Algérie, située dans la banlieue Sud-Est d'Alger. C’est sur le territoire de la commune que se situe l'aéroport d'Alger.

## Géographie

### Situation
La commune de Dar El Beïda est située au sud-est de la wilaya d'Alger, à environ 17 km au sud-est d'Alger.
| Bab Ezzouar    | Bordj El Kiffan, Forêt de Bordj El Kiffan. | Rouïba            |
| Oued Smar      | Dar El Beïda                               | Hammedi           |
| Les Eucalyptus | Meftah                                     | Khemis El Khechna |

### Transport

Gare ferroviaire à Dar El Beïda.

La commune dispose d'une gare ferroviaire SNTF (ligne Alger-Thneia).
Ligne de bus de transport vers Bab Ezzouar, El Harrach (vers rue Tabount Belkacem - Cité HLM, quartier La Vigerie ou vers quartier Boumaati).

### Routes
La commune de Dar El Beïda est desservie par plusieurs routes nationales, et locales :
- Autoroute est-ouest, qui traverse la commune.
- Route nationale 11 : RN11 (route d'Oran).
- Route nationale 5 : RN 5 (route du Constantinois).
- Pénétrante de l'aéroport en direction de Bordj El Kiffan.
- Route nationale 61, en direction de la commune de Les Eucalyptus et de Meftah (wilaya de Blida).
- Route de Dar El Beïda, donnant accès à la commune de Bab Ezzouar.

### Urbanisme
Dar El Beida est un ancien quartier colonial composé de plusieurs résidences et villas, mais avec l’extension urbaine, plusieurs cités "dortoirs" sont construites successivement depuis la fin des années 1970 et des lotissements sauvages apparus depuis les années 1990. La commune est découpée par la voie ferrée et par la rocade sud - Autoroute est-ouest, mais ceci n'a pas empêché le développement de la commune.

## Histoire
Date de création de la commune : 1882. 
Origine du nom : française. Dans les années 1840 il y avait là, sur la route de Fondouk, un modeste relais de diligence, à un carrefour de pistes. Ce relais était un bâtiment en bois fait de planches blanchies à la chaux et hébergeant une auberge. Comme toujours quelques commerçants sont venus s’adjoindre, attirés par la certitude de voir passer des clients potentiels chaque jour.
Origine du centre : La commune doit son origine à la propriété de Charles Muller, établie depuis 1840. Le centre de population créé dans les années 1850 (Maison-Blanche fait partie des centres de colonisation créés par Louis Napoléon Bonaparte en 1851) devient commune lorsque La Rassauta est divisée en deux par décret du 2 juin 1882. 
Le territoire communal est entièrement situé dans la plaine de la Mitidja. Il est très bas, moins de 30 m d’altitude et très plat. Il est limité par les Oueds Smar à l’ouest et Hamiz à l’est.  La limite Nord suit la RN 5, et plus précisément le côté nord de cette route majeur, si bien que le hameau du « Retour de la chasse » « Bab Ezzouar actuellement » était dans la commune de Maison-Blanche. La gare (ligne de Constantine) est au centre du village.
Les activités furent seulement agricoles jusqu’en 1924. Par la suite les vignobles ont été amputés de 415 ha en 1924 pour y établir l’aéroport d’Alger Maison-Blanche. Après 1942 il fallut exproprier encore 700 ha pour construire une deuxième piste plus longue qui exigea le déplacement de la route de fondouk (actuelle Khemis El Khechna) vers l’est.  
Maison-Blanche fut l'un des trois arrondissement du Département d'Alger qui comprenait : Alger, Blida et Maison-Blanche.
Le 28 janvier 1956, une réforme administrative visant à tenir compte de la forte croissance démographique qu'avait connu le pays, amputa le département d'Alger de son arrière-pays et créant ainsi le 20 mai 1957, trois départements supplémentaires : le département du Titteri (chef-lieu Médéa), le département du Chélif (chef-lieu Orléansville) et le département de la Grande Kabylie (chef-lieu Tizi-Ouzou). Le nouveau département d'Alger couvrait alors 3 393 km2, était peuplé de 1 079 806 habitants et possédait deux sous-préfectures : Blida et Maison-Blanche. 
La sous-préfecture de Maison-Blanche régissait 26 communes entre le cap Matifou au bord de la mer, et Rovigo au pied de l‘Atlas, à savoir : Ain-Taya – Alma - L’Arba – Bellefontaine – Birtouta – Cap-Matifou – Courbet – Félix-Faure – Fondouk – Fort-de-L’Eau – Hammam-Melouane – Isserbourg – Le-Corso – Le-Figuier – Maison-Blanche – Maison-Carrée – Maréchal-Foch – Ménerville – Réghaia – Rivet – Rocher-Noir – Rouiba – Rovigo – Saint-Pierre-Saint-Paul – Souk-El-Haad.

Population en :
Année 1884 : 850 habitants dont 417 européens ; 
Année 1902 = 2 450 habitants dont 481 européens ; 
Année 1936 = 2 072 habitants dont 644 européens ; 
Année 1954 = 6 481 habitants dont 1 265 européens ; 
Année 1960 = 5 165 habitants dont 2 419 européens.

## Démographie
| 1987   | 1998   | 2008   |
| ------ | ------ | ------ |
| 17 652 | 44 753 | 81 033 |

## Toponymie
Le nom Dar El Beïda vient de l'arabe dar : دار » (maison) et bayda'u : بَيْضاءُ » (blanche) que la francisation traduit en « Maison-blanche » et l'hispanisation en Casa blanca à l'instar de Casablanca, la grande ville marocaine homonyme aussi par son nom arabe.

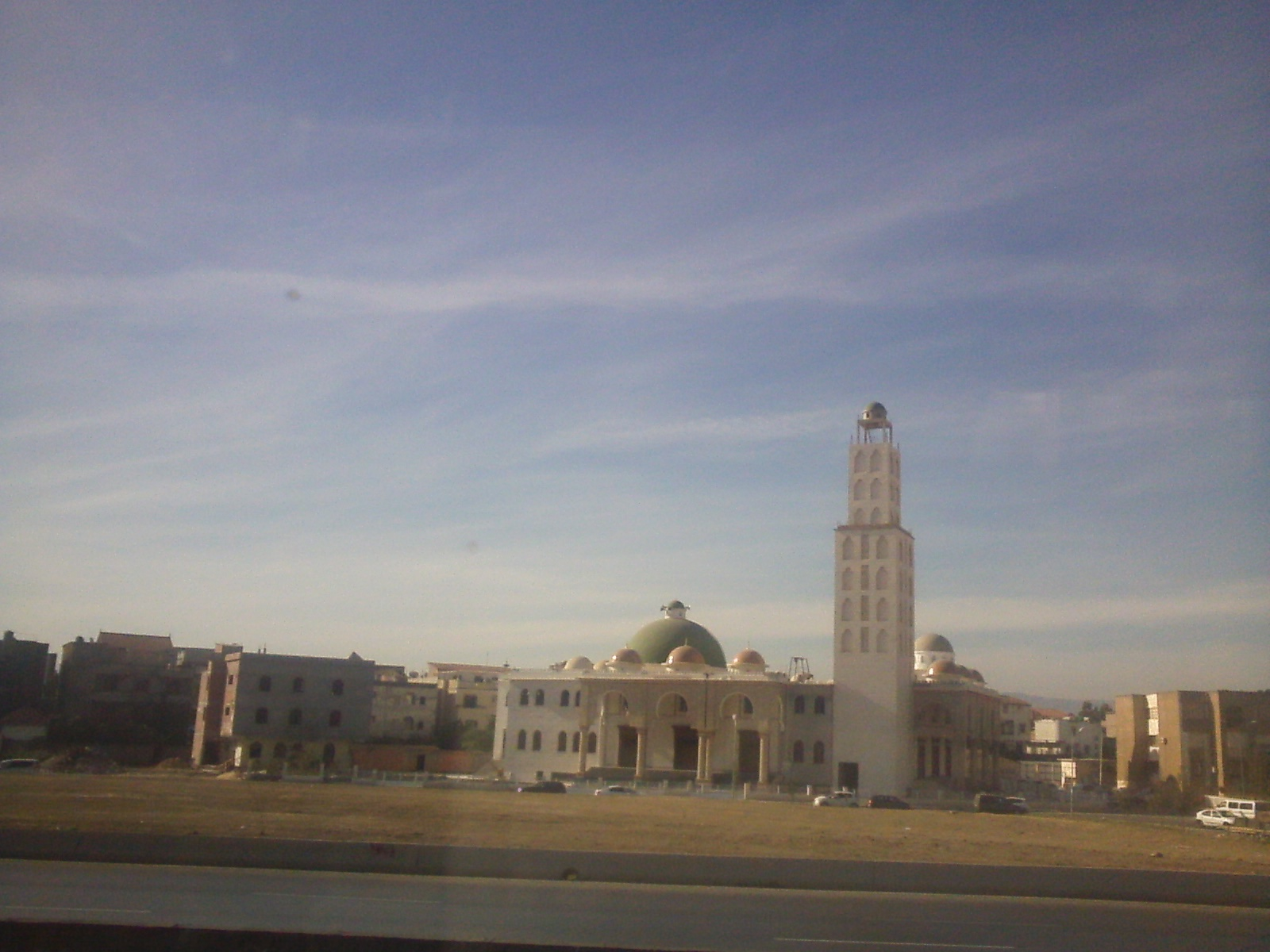
La mosquée Mohamed-Ketou à Dar El Beida.

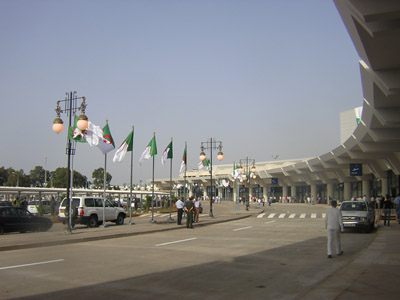
Aéroport international d'Alger-Houari-Boumédiène

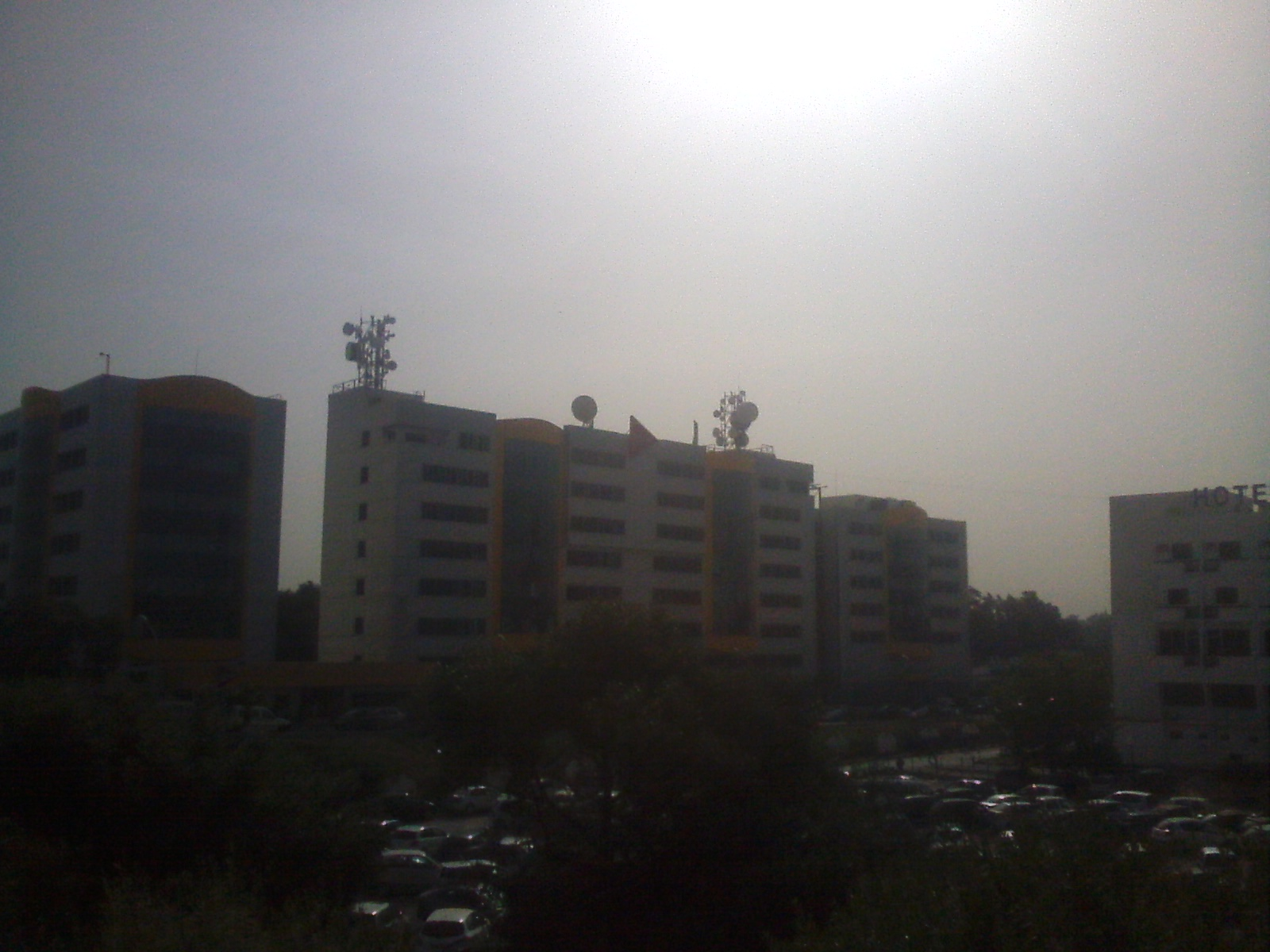
Siège de la société DJEZZY à Dar El Beida.

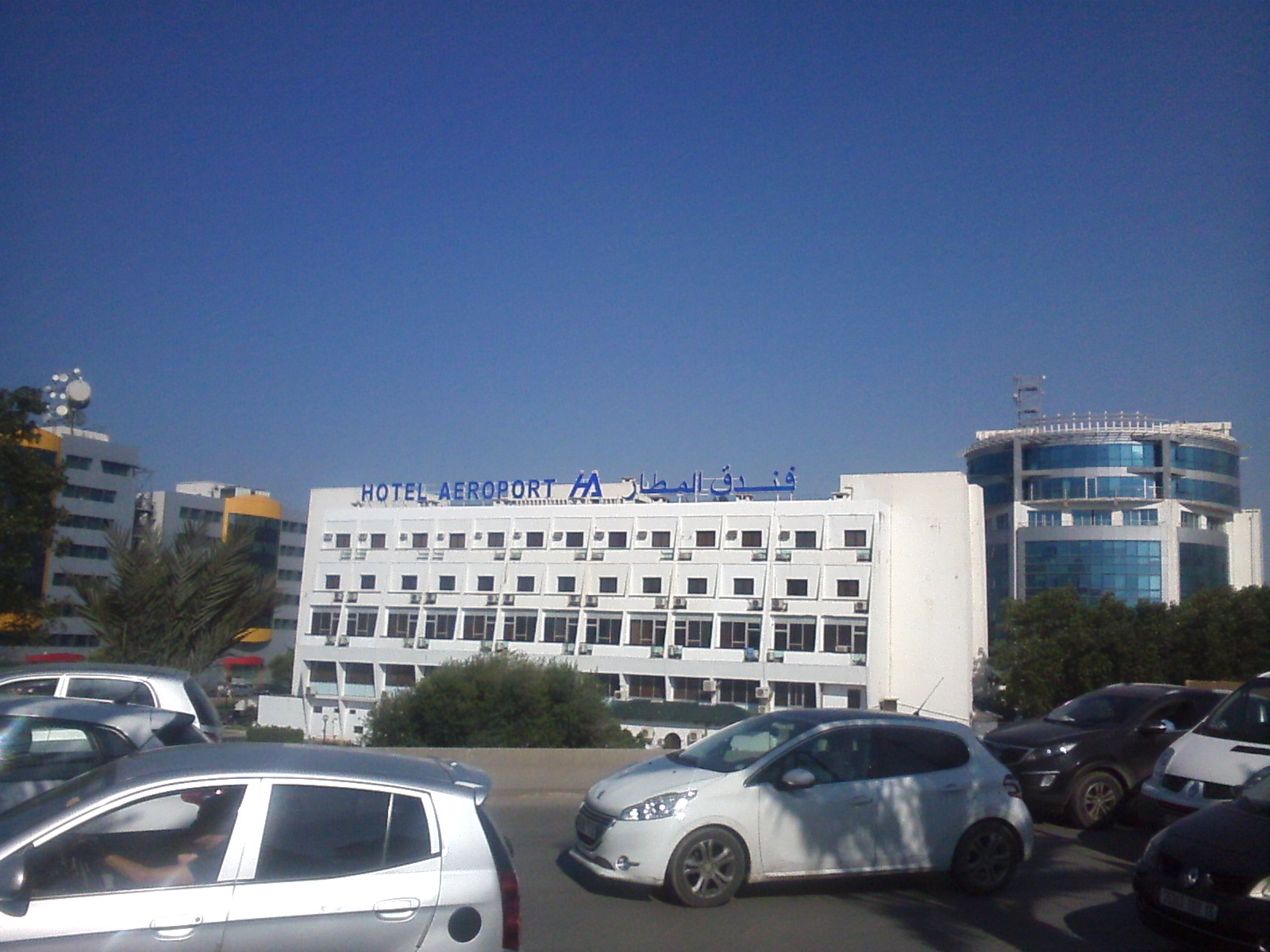
L'Hôtel Aéroport à Dar El Beida.

## Économie
Part du budget communal issu du budget national réservé aux collectivités territoriales :
| 2003 | 290 millions de DA                                                                   |
| 2004 | 320 millions de DA                                                                   |
| 2005 | 730 millions de DA                                                                   |
| 2006 | 750 millions de DA (730 de recettes fiscales et 20 millions de recettes communales). |
| 2008 | 1.6 millard de DA                                                                    |

## Équipements et installations principales
La commune compte plusieurs installations civiles et militaires, dont les principales sont :
- L'aéroport international Alger - Houari-Boumédiène ;
- L'hôtel de l'aéroport ;
- Une base aérienne (maintenance) ;
- L'École supérieure des techniciens de l'aéronautique ;
- La caserne centrale et siège de la Protection civile - pompiers ;
- L'Office national de météorologie ;
- Plusieurs sièges de sociétés  (Djezzy, Biopharm) et des zones d'activité ;
- Grandes zones de grossistes au quartier d'El Hamiz.

## Sport
- Club omnisports Chabab Riadhi Baladiat Dar El Beida (CRBDB).
- Club de football de l'Étoile Sportive El Hamiz (ESH).
- Club de football de Amel Chebab Dar-El-Beida (ACDB).
- Club de football de Cs Dar-El-Beida (CSDB).
- Club de football de l'Étoile sportive Madina Djedida - Camp Nord (ESMD).